# Kirchbach (Breitbach)
Der Kirchbach ist ein etwa 6 km langer Bach im Steigerwaldvorland überwiegend auf der Gemarkung des dörflichen Stadtteils Hellmitzheim von Iphofen im unterfränkischen Landkreis Kitzingen, der nach einem etwa 6 km langen, im Wesentlichen westsüdwestlichen Lauf bei Mönchsondheim von rechts in den Breitbach mündet. Der Kirchbach ist ein ganzjähriges Fließgewässer 3. Ordnung.

## Geographie

### Oberläufe

#### Rechter Hauptstrang-Oberlauf
Der rechte Hauptstrang-Oberlauf des Kirchbaches entspringt in unbeständigem Lauf etwa 300 m nordöstlich der an der B 8 liegenden Einöde Seehof am Beginn einer kleinen östlichen Flurbucht beidseits der Straße in den Steigerwald hinein auf etwa 323 m ü. NHN. Zwischen dem Seehof rechts und dem von einem kleinen Wäldchen bekrönten Geländehöcker Gänsbuckel (334 m ü. NHN) links fließt er südöstlich und unter der Bundesstraße hindurch knapp seinen ersten Kilometer auf den Wald Mönchsondheimer Holz zu. Wo er dessen Rand erreicht hat, die Bezirksgrenze zu Mittelfranken liegt dort nur noch weniger als einen halben Kilometer weiter östlich, kehrt er sich auf etwa  320 m ü. NHN um etwa 135° nach rechts und läuft nun dem Waldrand entlang nach Südwesten, von nun an immer im Nahbereich eines Feldweges. Nach hundertfünfzig Metern fließt aus dem Forst ein kurzer Gewässerlauf zu, ab dort führt er beständig Wasser. Kurz vor dem Bahndamm der Bahnstrecke Fürth–Würzburg münden von rechts zwei selten Durchfluss führende, den nahen Gipsbruch entwässernde Gräben und der Bach durchfließt eine ehemals feuchte Senke, in der in den 1980er Jahren ein von ihm gespeister Weiher angelegt wurde. Nach kurzem Parallellauf zum Bahndamm unterquert er ihn in alter Richtung und vereint sich dann nach etwa 2,3 km auf etwa 303 m ü. NHN mit dem anderen Oberlaufzweig.

#### Linker Nebenstrang-Oberlauf
Dieser ebenfalls Kirchbach genannte Bachlauf wird aus Oberflächenwasser des Waldstückes Dornlaub im Südosten von Hellmitzheim gespeist und ist im Oberlauf nicht ganzjährig wasserführend; etwa einen Viertelskilometer oberhalb des Grabenbeginns am Waldrand auf etwa 320 m ü. NHN liegt im Forst der knapp halbhektargroße Spitzsee. Dieser mit etwa 1,6 km ab dem Waldrand kürzere Quellast fließt insgesamt ungefähr nordwestlich, jedoch in recht eckigem Lauf meist entlang von Feldgrenzen. Nur etwa 300 m westlich entspringt der Zettelbach und fließt nach Westen dem Breitbach zu.

### Weiterer Verlauf
Nach Vereinigung der beiden Oberlaufstränge südlich der Bahnlinie zieht der Kirchbach zunächst leicht nordwestlich parallel zu diesem und passiert dann nach einem Knick nach Südwesten die Gipskarstquellen Kleines und Großes Grundlos. Dort treten in zwei Quelltümpeln aus dem verkarsteten Gipsgrund sulfatische Wässer aus, die nach wenigen Metern in den Kirchbach münden. Beide Quellen und Teile des Bachlaufes stehen unter Naturschutz. Die Quelle ist vom Bayerischen Landesamt für Umwelt als Geotop 675Q001 ausgewiesen.
Nach kurzer Wegstrecke erreicht der Bach den Siedlungsrand von Hellmitzheim und durchfließt den Norden des Pfarrdorfes abseits des alten Ortskerns in einem sanften Taleinschnitt geradlinig nach Westen. Zunächst durchläuft er dabei an einer kleinen Brücke zwei heute fast vollständig verlandete Dorfweiher, danach überspannt ihn die aus dem 18. Jahrhundert stammende einjochige Rundbogenbrücke aus Sandstein der früheren Haupt- und heutigen Helmboldstraße.
Nach der unteren Ortsgrenze beginnt sich die Mulde zum kleinen Tal einzusenken und der Bach passiert noch nahe an Hellmitzheim die Obere Dorfmühle unter der Mönchsondheimer Straße hindurch auf inzwischen Südwestlauf; die Straße begleitet ihn ab hier über dem rechten Hang bis zur Mündung. Weiter abwärts bei der Plankenmühle, auch Untere Mühle genannt, wurde der Bachlauf zur Nutzung als Mühlenantrieb in früheren Zeiten künstlich verändert; auf etwa einem Viertelskilometer vor dieser Einöde ist das Tal sehr stark zugewachsen. Nach der Mühle öffnet es sich wieder, in zwei weiten Bögen verläuft der Kirchbach in tiefem Tal fast westlich, passiert dabei eine Weihergruppe, und mündet dann südlich des 293 m ü. NHN hohen unteren Talsporns Unzenberg dicht vor dem Südostrand von Mönchsondheim auf etwa 260 m ü. NHN in den Breitbach.
Der Kirchbach hat auf seinem Hauptstrang mit dem rechten Oberlauf eine Länge von 6,3 km, ein absolutes Gefälle von etwa 63 Höhenmetern und damit ein mittleres Sohlgefälle von etwa 10 ‰.

### Einzugsgebiet
Es umfasst etwa 7,5 km² und liegt in der Hellmitzheimer Bucht vor dem westlichen Steigerwald im Unterraum Steigerwaldvorland des Naturraums Mainfränkische Platten. Die höchste Erhebung im Einzugsgebiet liegt an seiner Südspitze Im Dornlaub und erreicht eine Höhe von etwa 350 m ü. NHN.
Die Bucht liegt an einer größeren Wasserscheide, die Gewässer östlich von ihr – Hauptkonkurrent ist die Bibart – laufen in der alten danubischen Richtung südostwärts letztlich in die Aisch, die zwar über die Regnitz ebenfalls in den Main entwässert, allerdings in den Obermain mit einem großen Umweg durch Mittel- und Oberfranken. Der Kirchbach und seine Nachbarbäche jenseits der nördlichen und südlichen Wasserscheide dagegen – der Markt Einersheimer Moorseebach im Norden und der Zettelbach im Süden – entwässern dagegen nach westlichem bis südwestlichem Lauf zum Breitbach auf sehr kurzem Weg zum Maindreieck, das viel weiter unten am großen fränkischen Fluss liegt.
Der auffällig scharfe Knick des rechten Oberlaufes am Nordrand des Mönchsondheimer Holzes an der hier sehr niedrigen Wasserscheide zur Bibart deutet auf eine rezente Bachanzapfung durch den erosiv gegenüber der Bibart stärkeren Kirchbach hin.
Das Quellgebiet des Kirchbachs liegt im Landschaftsschutzgebiet LSG innerhalb des Naturparks Steigerwald (ehemals Schutzzone) LSG-00569.01 und damit innerhalb des Naturparks Steigerwald.
Geologisch liegen die oberen Teile des Einzugsgebietes im Gipskeuper, die unteren im Unterkeuper.

### Zuflüsse
Hierarchisch Liste der Zuflüsse, jeweils von Ursprung zur Mündung. Länge, Einzugsgebiet und Seefläche nach dem BayernAtlas.
Auswahl.
- Rechter Oberlauf, insgesamt von Nordosten, ca. 2,3 km und ca. 2,2 km²
  - (Zufluss), von links aus dem Waldstück Mönchsondheimer Holz, ca. 0,2 km
  - (Graben), von rechts aus dem Gipsbruch, ca. 0,4 km
  - (Weiher mit Vorteich), gegenüber dem vorigen links am Lauf an der Bahnlinie, ca. 0,3 ha
- Linker Oberlauf, von Südwesten aus dem Waldstück Dornlaub, ca. 1,6 km und ca. 1,8 km²
  - Spitzsee, oberhalb des Grabenbeginns im Einzugsbereich im Dornlaub, ca. 0,5 ha
- (Zwei Zuflüsse), von rechts aus den Gipskarstquelltümpeln Kleines und Großes Grundlos, wenige Meter
- (Weihergruppe), rechts am Unterlauf, ca. 0,4 ha